# Dombeya sakamaliensis
Dombeya sakamaliensis är en malvaväxtart som beskrevs av Arenes. Dombeya sakamaliensis ingår i släktet Dombeya och familjen malvaväxter. Inga underarter finns listade i Catalogue of Life.